# Кочетное
Кочетное — село, центр сельского поселения «Кочетновское муниципальное образование».

## Население

### Численность
Численность населения села имеет разную величину в разных источниках: в базе данных показателей муниципальных образований Росстата приводятся следующие величины (на 1 января соответствующего года):
2011—1483
2012—1517
2013—1542
2014—1540
2015—1545
2016—1573
2017—1554.
В то же время по данным, которые содержатся в отчётных данных муниципальных органов (основанных на данных паспортного учёта), численность населения села примерно на 100 выше, чем по данным Росстата, и составляет (на 1 января соответствующего года):
2010—1580
2011—1585
2012—1595
2013—1602
2014—1644
2015—1656
2016—1670.

### Национальный состав
Современное село является многонациональным. В селе, наряду с русскими, которые составляют большинство жителей, проживают представители ещё 14 национальностей.
Данные о численности национальностей имеют заметные отличия в разных источниках. Так в сведениях, которые предоставлены администрацией Кочетновского муниципального образования, национальный состав села Кочетное следующий (на 1 января 2016 года):
- Русские 974 чел. (58,29 %)
- Дунгане 230 чел. (13,76 %)
- Казахи 183 чел. (10,95 %)
- Татары 105 чел. (6,28 %)
- Украинцы 91 чел. (5,45 %)
- Лезгины 38 чел. (2,27 %)
- Чуваши 13 чел. (0,78 %)
- Азербайджанцы 8 чел. (0,48 %)
- Немцы 7 чел. (0,42 %)
- Армяне 5 чел. (0,30 %)
- Грузины 5 чел. (0,30 %)
- Аварцы 4 чел. (0,24 %)
- Узбеки 4 чел. (0,24 %)
- Белорусы 3 чел. (0,18 %)
- Марийцы 1 чел. (0,06 %)

В сведениях, которые поступили из администрации Ровенского района, национальный состав села (на 1 января 2016 года) следующий:
- Русские 970 чел. (58,08 %)
- Дунгане 267 чел. (15,99 %)
- Казахи 183 чел. (10,96 %)
- Татары 105 чел. (6,29 %)
- Украинцы 68 чел. (4,07 %)
- Лезгины 30 чел. (1,80 %)
- Чуваши 13 чел. (0,78 %)
- Немцы 7 чел. (0,42 %)
- Азербайджанцы 6 чел. (0,36 %)
- Армяне 5 чел. (0,30 %)
- Грузины 5 чел. (0,30 %)
- Аварцы 4 чел. (0,24 %)
- Белорусы 3 чел. (0,18 %)
- Марийцы 2 чел. (0,12 %)
- Узбеки 2 чел. (0,12 %)

По тем или иным данным доля русских составляет 58 %, дунган — 14-16 %, казахов 11 %, татар — 6 %, украинцев — 4-5 %, лезгин — 2 % , остальные национальности, каждая из которых имеет менее 1 %, в сумме составляют 3 % населения села.
Доля национальностей, для которых традиционной религией является христианство, составляет 64-66 % населения села, а доля национальностей, для которых традиционной религией является ислам, составляет 34-36 % населения.

## География
Село расположено в волжском левобережье в 10 километрах от Ровного и 100 километрах от Саратова. Через Кочетное проходит региональная трасса Р226. С Ровным и Энгельсом село связано рейсовым автобусом. Северную окраину очерчивает залив речки Кочетной при её впадении в Волгу.